# Torricella-Taverne

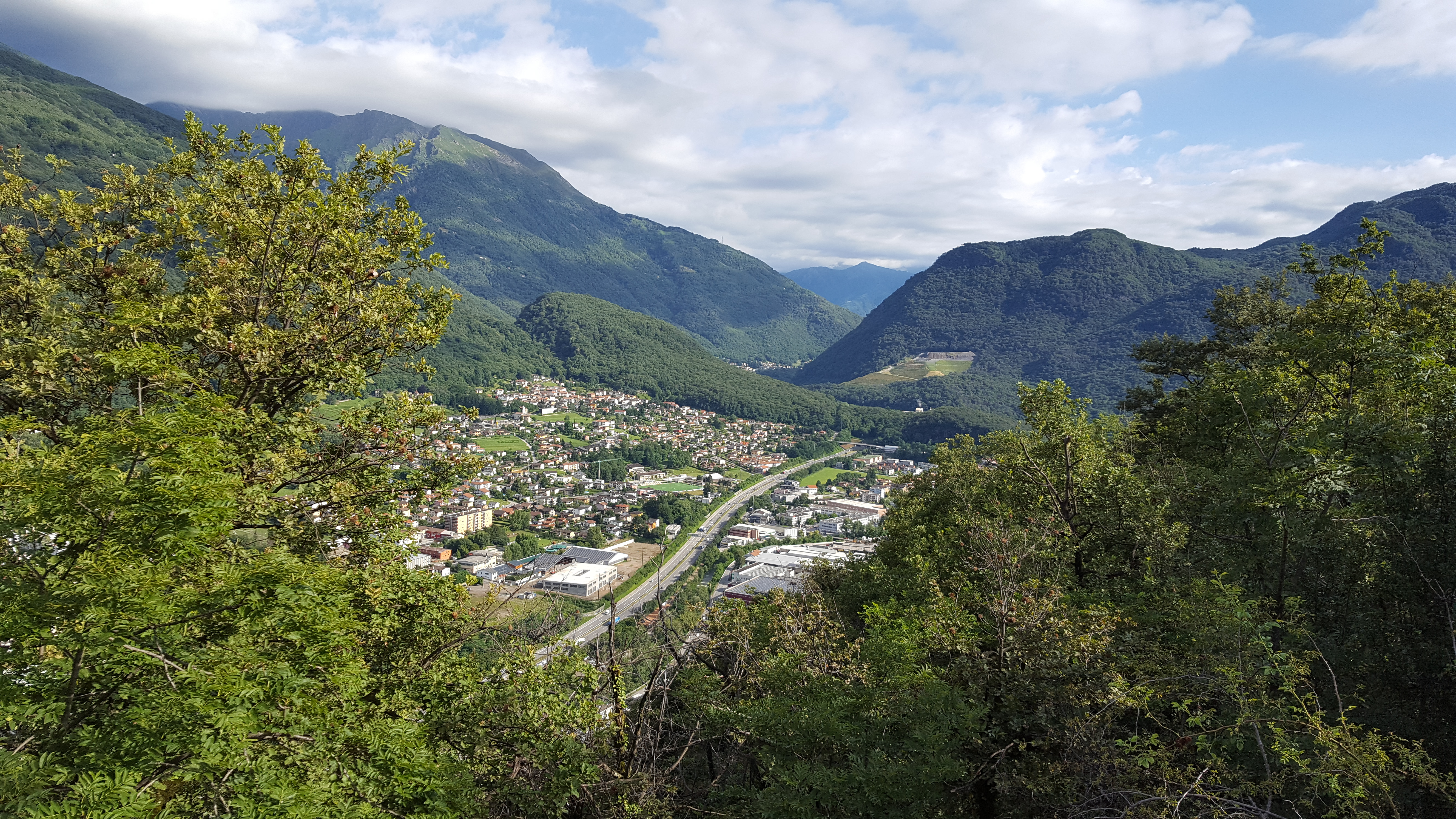
Torricella-Taverne vom Hügel San Zeno aus gesehen

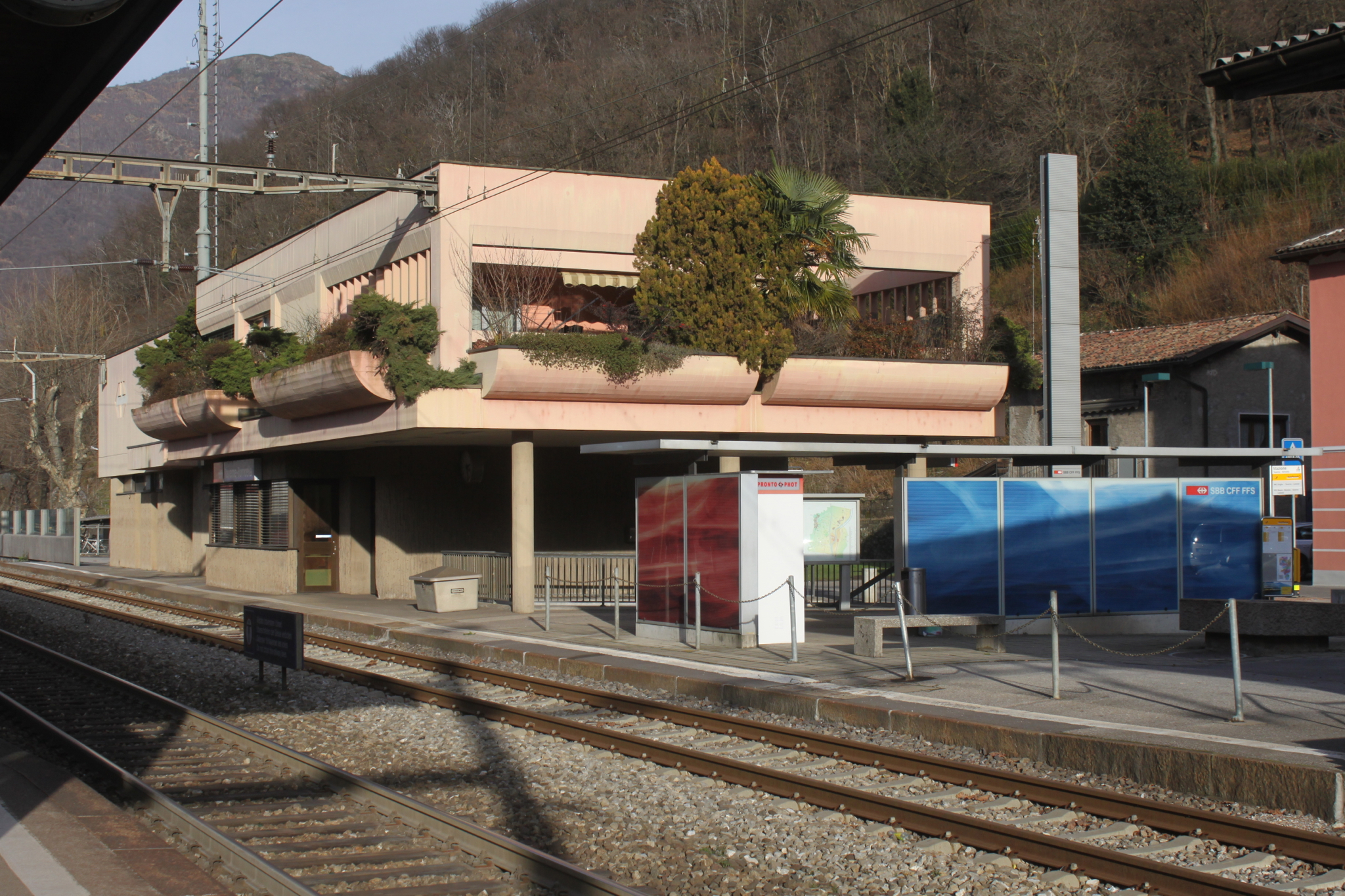
Bahnhof Torricella-Taverne

Torricella-Taverne (auch Taverne-Torricella genannt, insbesondere wegen des so genannten Bahnhofs an der Gotthardbahn) ist eine politische Gemeinde im Kreis Taverne, im Bezirk Lugano des Kantons Tessin in der Schweiz und besteht aus Taverne Superiore, Taverne Inferiore, dem Ortsteil Motto und Torricella.

## Geographie
Die Gemeinde besteht aus den zwei Siedlungen Taverne und Torricella (mit dem Weiler Motto) und liegt am rechten Ufer des Vedeggio südlich des Monte Barro.
Die Nachbargemeinden sind im Norden Monteceneri, im Osten Ponte Capriasca, im Süden Origlio, Lamone und Bedano und im Westen Alto Malcantone und Mezzovico-Vira.

## Geschichte

Taverne, historisches Luftbild von Werner Friedli (1964)

Das Dorf wurde 1254 als Torexella erstmals urkundlich erwähnt. Es gibt verschiedene Gräberfunde aus prähistorischer, römischer und frühmittelalterlicher Zeit. Der Ausdruck ad clausas Carvine in einer Urkunde aus dem Jahre 1354 lässt auf das Vorhandensein einer Befestigungsanlage in Taverne schliessen, die im Frühmittelalter wahrscheinlich die nördliche Grenze der Besitzungen des Königshofs von Agnuzzo bildete. Auf einem langgezogenen felsigen Hügel stand früher eine Burg, von der Reste des Turms, der Zisterne und der Ringmauer erhalten sind. Trotz spärlicher Überlieferung dürfte diese der Familie Rusca gehört haben, die im 13. und 14. Jahrhundert zahlreiche Güter in der Gegend besass.
Torricella-Taverne bildet nach wie vor eine eigenständige Bürgergemeinde.

## Bevölkerung
Einwohnerzahlen: Volkszählungsdaten
1880: Bau Gotthardbahn

## Sehenswürdigkeiten
- Pfarrkirche Santi Maurizio und Biagio im Ortsteil Torricella[8]
- Schloss Trefogli[8]
- Burgruine auf dem Monte Barro[8]
- Burgruine Castelletto[8]
- Antike Befestigungen[9]
- Das Museum des Vedeggio-Damms[10]

## Unternehmungen
- Swiss Institute for Regenerative Medicine[11]
- Firma Caffè Ferrini[12]

## Sport
- Associazione Calcio Taverne[13]